# Kaiyodo
Kaiyodo (海洋堂, Kaiyōdō) est une société japonaise qui fabrique des figurines articulées. Son siège se trouve à Kadoma, dans la Préfecture d'Osaka. Bien que la société se concentre principalement sur les personnages d'anime, elle a acquis d'autres licences, par exemple, pour King Kong, et certains personnages de Godzilla.
Kaiyodo était à l'origine une petite boutique créée par un fan de mangas, mais elle a grandi au fil des années et est devenue une société célèbre, vendant des objets de collection dans le monde entier. Un de leurs plus célèbres sculpteurs est Bome, qui est connu pour sa collection Monsieur BOME.

## Revoltech
Revoltech (リボルテック) est un mot-valise pour "Revolver Technology", et désigne un type particulier d'articulations qui offre un large éventail de mouvement et la stabilité, ce qui permet beaucoup de poses dynamiques et de variété pour les figurines.
La ligne Revoltech se répartit en quatre catégories— Real Robot, Super Robot, Humanoïde et Creature. 
L'articulation est composée de trois pièces, deux demi-sphères dont les sections planes fournissent la surface de frottement de l'articulation, et une petite tige qui maintient l'ensemble en place.